# Marszałki (Grande-Pologne)
Pour les articles homonymes, voir Marszałki.
Marszałki est une localité polonaise de la gmina mixte de Grabów nad Prosną, située dans le powiat d'Ostrzeszów en voïvodie de Grande-Pologne. Elle se trouve à environ 14 kilomètres au nord-est de la ville d’Ostrzeszów et 130 km au sud-est de Poznań, la capitale régionale. 

## Géographie

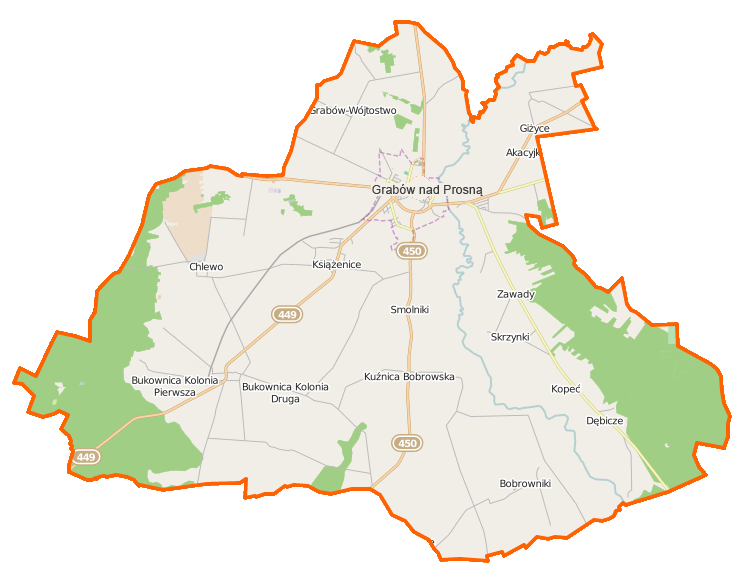
Carte de la gmina de Grabów nad Prosną.